# Dagnė Čiukšytė
Dagnė Čiukšytė est une joueuse d'échecs lituanienne puis britannique née le 1er janvier 1977 à Panevėžys. Quatre fois championne de Lituanie (1994, 1996, 1997 et 2003) elle a obtenu le titre mixte de maître international en 2006. Depuis 2007, elle est affiliée à fédération anglaise des échecs.
Au 1er septembre 2017, elle est la numéro deux anglaise avec un classement Elo de 2 318 points.

## Championnats du monde féminins
En 1995, Dagnė Čiukšytė finit 35e du tournoi interzonal féminin de Kichinev.
Lors du championnat du monde féminin de 2001, elle fut éliminée au troisième tour (huitième de finale) par l'ancienne championne du monde Maïa Tchibourdanidzé.

## Compétitions par équipes
Avec la Lituanie, Dagnė Čiukšytė a participé à cinq olympiades féminines de 1994 à 2006 ; la Lituanie finit cinquième en 2005. En 2008, elle joua avec l'équipe anglaise. Lors de ses six participations, elle jouait à chaque fois au deuxième échiquier.
Lors des championnats d'Europe par équipes, elle a joué au premier échiquier de la Lituanie en 1997, 2003 et 2005, remportant la médaille d'or individuelle en 2005. Avec l'Angleterre, elle a joué en 2007, 2011,  2013  et 2015.